# 全国高等学校総合体育大会アーチェリー競技大会
全国高等学校総合体育大会アーチェリー競技大会（ぜんこくこうとうがっこうそうごうたいいくたいかいアーチェリーきょうぎたいかい）は、アーチェリーの高等学校対抗の大会である。高円宮賜牌全国高等学校アーチェリー選手権大会を兼ねる。高校生に広くアーチェリーの機会を与え、アーチェリー技能の向上とアマチュアスポーツ精神の高揚をはかることを目的に、全国高等学校体育連盟、全日本アーチェリー連盟などの主催により開催される。1968年に第1回高校選手権大会が開かれ、第26回（1993年）より全国高等学校総合体育大会に参加している。

## 大会の競技方法

### 参加資格
リカーブ部門の団体競技と個人競技の2種別がある。団体競技には、各都道府県代表47校が参加でき、個人対抗戦には、各都道府県代表1名と開催都道府県1名が参加することができる。

### 競技方法
予選ラウンドでは団体競技・個人競技ともに国際ルール70m予選ラウンドとし、決勝ラウンドでは団体競技・個人競技ともにマッチラウンドとすることとなっている。内容は予選ラウンドでは1レーン2標的で、1標的同時2人2立（AB・CD）とされ、行射はAB・CD/CD・ABで得点記録・矢取りは1エンド6射ごとに行われ、個人競技の成績順位は70m72射で決定され、団体競技出場者は個人競技出場者を兼ねている。団体競技の成績順位は出場選手4名の内の3名（同一校）の個人得点総合で決定され、団体競技の予選通過チームは、男女ともに各上位16位までとされ、個人競技の予選通過者は、男女ともに各上位64位までとなっている。
決勝ラウンドでは団体競技及び個人競技ともに70m行射距離で得点記録・矢取りは1エンドごとに行われ、行射方法については1回戦～3回戦は12射（4分6射を2エンド）、準々決勝・準決勝・3位決定戦及び優勝決定戦は12射（1射30秒以内に3射を4エンド）で行う。団体競技の行射方法については、全対戦においてチームごとに1名の競技者の身がシューティングライン上に立ち、行射を行い、順次後退して行射を行う。1回戦～準々決勝は各チーム24射=2分以内に6射（3名×2射）×4エンドとされ、準決勝・3位決定戦・優勝決定戦は、交互射ちのマッチ戦とされ、チームは3射（1射×3名）後、相手チームと行射を交代し、交互射ちのマッチ戦では、予選ラウンドの上位チームが、第1エンドの行射の順序を決定する。以降、合計得点の低いチームが第2、第3、第4エンドを先に行射する。両チームの合計得点が同点の場合は第1エンド先射ちのチームが先に行射する。男女団体の優勝校に高円宮賜牌・同妃賜牌が授与される。

## 歴代優勝者
| 回 | 年月日 | 開催地                             |          | 団体の部                     | 個人の部                      |
| -- | ------ | ---------------------------------- | -------- | ---------------------------- | ----------------------------- |
| 1  | 1968   | 大阪府・東大阪グランド             | 男子     | 浜松興誠（静岡）1639点       | 稲川篤郎（浜松興誠）577点     |
| 1  | 1968   | 大阪府・東大阪グランド             | 女子     | 同志社（京都）1419点         | 布浦裕子（同志社）503点       |
| 2  | 1969   | 静岡県・県営草薙運動場             | 男子     | 岸和田産業（大阪）1689点     | 下向辰法（岸和田産業）573点   |
| 2  | 1969   | 静岡県・県営草薙運動場             | 女子     | 同志社（京都）1470点         | 布浦裕子（同志社）523点       |
| 3  | 1970   | 東京都・駒沢第一球技場             | 男子     | 岸和田産業（大阪）1606点     | 伊藤寿彦（浜松興誠）601点     |
| 3  | 1970   | 東京都・駒沢第一球技場             | 女子     | 同志社（京都）1505点         | 熊谷登美（同志社）523点       |
| 4  | 1971   | 京都府・府立大グランド             | 男子     | 浜松工業（静岡）1622点       | 亀井孝（同志社）600点         |
| 4  | 1971   | 京都府・府立大グランド             | 女子     | 甲南女子（兵庫）1493点       | 井上典子（同志社）534点       |
| 5  | 1972   | 神奈川県・三ッ沢球技場             | 男子     | 横浜（神奈川）1702点         | 角井和夫（広島工業）583点     |
| 5  | 1972   | 神奈川県・三ッ沢球技場             | 女子     | 浜松北（静岡）1601点         | 辻紀子（甲南女子）552点       |
| 6  | 1973   | 東京都・駒沢第一球技場             | 男子     | 愛知（愛知）1764点           | 鈴木優（静岡三ヶ日）621点     |
| 6  | 1973   | 東京都・駒沢第一球技場             | 女子     | 同志社女子（京都）1553点     | 辻紀子（甲南女子）558点       |
| 7  | 1974   | 滋賀県・県営彦根総合運動場         | 男子     | 同志社（京都）1707点         | 河内敏雄（同志社）600点       |
| 7  | 1974   | 滋賀県・県営彦根総合運動場         | 女子     | 同志社女子（京都）1644点     | 後藤有理子（同志社女子）573点 |
| 8  | 1975   | 愛知県・愛知学院大グランド         | 男子     | 大阪工業大（大阪）1753点     | 梅内秀和（八戸工業大二）646点 |
| 8  | 1975   | 愛知県・愛知学院大グランド         | 女子     | 同志社（京都）1586点         | 小里頼子（札幌啓成）551点     |
| 9  | 1976   | 北海道・札幌真駒内アイスアリーナ   | 男子     | 三本木農業（青森）1810点     | 市川松治（三本木農業）633点   |
| 9  | 1976   | 北海道・札幌真駒内アイスアリーナ   | 女子     | 富士見（静岡）1686点         | 佐野敦子（富士見）592点       |
| 10 | 1977   | 宮城県・秋保森林スポーツ公園       | 男子     | 慶應義塾（神奈川）1817点     | 神野浩（慶應義塾）627点       |
| 10 | 1977   | 宮城県・秋保森林スポーツ公園       | 女子     | 浜松商業（静岡）1724点       | 松永弘子（富士見）607点       |
| 11 | 1978   | 青森県・十和田市陸上競技場         | 男子     | 愛知（愛知）1785点           | 山本博（横浜）639点           |
| 11 | 1978   | 青森県・十和田市陸上競技場         | 女子     | 三本木農業（青森）1641点     | 山内京子（浜松商業）570点     |
| 12 | 1979   | 広島県・県営総合グランド           | 男子     | 浜松工業（静岡）1836点       | 山本博（横浜）630点           |
| 12 | 1979   | 広島県・県営総合グランド           | 女子     | 山陽女子（広島）1641点       | 大道理枝（山陽女子）582点     |
| 13 | 1980   | 滋賀県・秦荘町民スポーツセンター   | 男子     | 横浜（神奈川）1925点         | 山本博（横浜）670点           |
| 13 | 1980   | 滋賀県・秦荘町民スポーツセンター   | 女子     | 千葉英和（千葉）1739点       | 大道理枝（山陽女子）618点     |
| 14 | 1981   | 東京都・駒沢第二球技場             | 男子     | 名古屋電気（愛知）1888点     | 岐部恭史（大阪工大）640点     |
| 14 | 1981   | 東京都・駒沢第二球技場             | 女子     | 大津商業（滋賀）1794点       | 名倉裕子（浜松工業）621点     |
| 15 | 1982   | 群馬県・川場中学校グランド         | 男子     | 丹南（福井）1817点           | 薄井雅美（馬頭）625点         |
| 15 | 1982   | 群馬県・川場中学校グランド         | 女子     | 富士見（静岡）1682点         | 平田さゆみ（札幌月寒）598点   |
| 16 | 1983   | 奈良県・三宅町民運動場             | 男子     | 馬頭（栃木）1650点           | 池田辰弥（慶應義塾）571点     |
| 16 | 1983   | 奈良県・三宅町民運動場             | 女子     | 大津商業（滋賀）1587点       | 岩波ひろみ（大津商業）543点   |
| 17 | 1984   | 鳥取県・東郷湖羽合臨海スポーツ公園 | 男子     | 米子北（鳥取）1904点         | 松田武文（米子北）643点       |
| 17 | 1984   | 鳥取県・東郷湖羽合臨海スポーツ公園 | 女子     | 札幌啓北商業（北海道）1816点 | 山本和美（札幌啓北商業）620点 |
| 18 | 1985   | 山梨県・敷島総合公園運動場         | 男子     | 米子北（鳥取）1889点         | 室伏優一郎（横浜）650点       |
| 18 | 1985   | 山梨県・敷島総合公園運動場         | 女子     | 大津商業（滋賀）1789点       | 児玉晶子（米子北）648点       |
| 19 | 1986   | 沖縄県・宜野湾市海浜公園多目的広場 | 男子     | 横浜（神奈川）1787点         | 蓮田秋二（東京学園）629点     |
| 19 | 1986   | 沖縄県・宜野湾市海浜公園多目的広場 | 女子     | 札幌啓北商業（北海道）1753点 | 中込恵子（甲府第一）612点     |
| 20 | 1987   | 京都府・日吉胡麻総合運動広場       | 男子     | 三本木農業（青森）1876点     | 蒲田芳彰（幕別）643点         |
| 20 | 1987   | 京都府・日吉胡麻総合運動広場       | 女子     | 折尾（福岡）1775点           | 大城春野（宜野湾）611点       |
| 21 | 1988   | 北海道旭川市                       | 男子     | 北大津（滋賀）1883点         | 吉田賢（甲府第一）657点       |
| 21 | 1988   | 北海道旭川市                       | 女子     | 折尾（福岡）1881点           | 岩山美保（折尾）635点         |
| 22 | 1989   | 福岡県北九州市                     | 男子     | 柏陵（福岡）1685点           | 山本敦（永谷）603点           |
| 22 | 1989   | 福岡県北九州市                     | 女子     | 旭川北（北海道）1802点       | 鈴木知子（桜岡）634点         |
| 23 | 1990   | 石川県柳田村                       | 男子     | 柏陵（福岡）1917点           | 宮永雅史（柏陵）657点         |
| 23 | 1990   | 石川県柳田村                       | 女子     | 折尾（福岡）1796点           | 森本淳子（同志社）626点       |
| 24 | 1991   | 山形県鶴岡市                       | 男子     | 同志社（京都）1813点         | 藤原悟（広島工業高）630点     |
| 24 | 1991   | 山形県鶴岡市                       | 女子     | 折尾（福岡）1681点           | 岡野善恵（甲南女子）578点     |
| 25 | 1992   | 香川県財田町・仲南町               | 男子     | 横浜（神奈川）1880点         | 木村正純（横浜）650点         |
| 25 | 1992   | 香川県財田町・仲南町               | 女子     | 横浜学園（神奈川）1828点     | 川上祐佳里（柏陵）639点       |
| 26 | 1993   | 栃木県馬頭町                       | 男子     | 横浜（神奈川）234点          | 木村正純（横浜高）656点       |
| 26 | 1993   | 栃木県馬頭町                       | 女子     | 大分東明（大分）205点        | 山岡麗子（横浜学園）629点     |
| 27 | 1994   | 富山県宇奈月町                     | 男子     | 柏陵（福岡）244点            | 桜井隼（東京工業）654点       |
| 27 | 1994   | 富山県宇奈月町                     | 女子     | 甲南女子（兵庫）218点        | 河崎由加里（山陽女子）639点   |
| 28 | 1995   | 広島県広島市                       | 男子     | 愛産大三河（愛知）221点      | 村越永人（田村）669点         |
| 28 | 1995   | 広島県広島市                       | 女子     | 山陽女子（広島）207点        | 富島優（甲南女子）643点       |
| 29 | 1996   | 山梨県竜王町                       | 男子     | 大分東明（大分）222点        | 山県朝太郎（富士見）102点     |
| 29 | 1996   | 山梨県竜王町                       | 女子     | 兎道（京都）218点            | 大津留由香（大分東明）79点    |
| 30 | 1997   | 京都府日吉町                       | 男子     | 東海大二（熊本）224点        | 藤原真也（横浜）105点         |
| 30 | 1997   | 京都府日吉町                       | 女子     | 氷川（熊本）196点            | 勝俣比呂美（小田原城内）99点  |
| 31 | 1998   | 香川県丸亀市                       | 男子     | 愛産大三河（愛知）221点      | 加藤桂規（愛産大三河）100点   |
| 31 | 1998   | 香川県丸亀市                       | 女子     | 鳥取商業（鳥取）183点        | 梅田舞（氷川）104点           |
| 32 | 1999   | 岩手県松尾村                       | 男子     | 奈良（奈良）224点            | 青山哲也（愛産大三河）105点   |
| 32 | 1999   | 岩手県松尾村                       | 女子     | 兎道（京都）205点            | 松下紗耶未（明星）103点       |
| 33 | 2000   | 岐阜県高山市                       | 男子     | 高志館（佐賀）221点          | 林毅幸（甲南）105点           |
| 33 | 2000   | 岐阜県高山市                       | 女子     | 氷川（熊本）224点            | 木津絵里奈（慶應女子）95点    |
| 34 | 2001   | 熊本県菊陽町                       | 男子     | 兎道（京都）231点            | 本山隆道（高志館）108点       |
| 34 | 2001   | 熊本県菊陽町                       | 女子     | 大宮開成高（埼玉）224点      | 大塚妙子（清水ヶ丘）100点     |
| 35 | 2002   | 茨城県波崎町                       | 男子     | 北大津（滋賀）227点          | 天野良太（大分東明）104点     |
| 35 | 2002   | 茨城県波崎町                       | 女子     | 氷川（熊本）224点            | 平野愛弥（氷川）87点          |
| 36 | 2003   | 長崎県諫早市                       | 男子     | 千葉黎明（千葉）228点        | 菊池栄樹（広島工業）109点     |
| 36 | 2003   | 長崎県諫早市                       | 女子     | 大分東明（大分）220点        | 柴尾佳なえ（大分東明）98点    |
| 37 | 2004   | 山口県東和町                       | 男子     | 大村工業（長崎）211点        | 辻野希志章（貴志川）105点     |
| 37 | 2004   | 山口県東和町                       | 女子     | 宮代（埼玉）191点            | 南知里（草津東）102点         |
| 38 | 2005   | 千葉県船橋市                       | 男子     | 東海大相模（神奈川）244点    | 小野剛輝（折尾）107点         |
| 38 | 2005   | 千葉県船橋市                       | 女子     | 和歌山（和歌山）218点        | 佐藤綾（横手城南）97点        |
| 39 | 2006   | 奈良県橿原市                       | 男子     | 莵道（京都）234点            | 松尾政博（大村工業）105点     |
| 39 | 2006   | 奈良県橿原市                       | 女子     | 愛産大三河（愛知）220点      | 蓑田可菜子（岸和田産業）95点  |
| 40 | 2007   | 佐賀県多久市                       | 男子     | 大分東明（大分）194点        | 平田恵一（明大中野）109点     |
| 40 | 2007   | 佐賀県多久市                       | 女子     | 高志館（佐賀）171点          | 図師未希絵（山陽女学園）99点  |
| 41 | 2008   | 埼玉県宮代町                       | 男子     | 高崎商大附（群馬）201点      | 渡邉祐樹（大村工業）92点      |
| 41 | 2008   | 埼玉県宮代町                       | 女子     | 甲南女子（兵庫）199点        | 岡本章子（近大付属）95点      |
| 42 | 2009   | 滋賀県大津市                       | 男子     | 大村工業（長崎）204点        | 坂野雄太（愛産大三河）99点    |
| 42 | 2009   | 滋賀県大津市                       | 女子     | 米子南（鳥取）185点          | 井戸本恵莉紗（莵道）101点     |
| 43 | 2010   | 沖縄県宜野湾市 宜野湾海浜公園      | 男子     | 大村工業（長崎）204点        | 石丸雄士（大村工業）103点     |
| 43 | 2010   | 沖縄県宜野湾市 宜野湾海浜公園      | 女子     | 三本木農業（青森）191点      | 林美月（上田）99点            |
| 44 | 2011   | 青森県                             | 男子     | 大村工業（長崎）             | 今井雅樹（北大津）            |
| 44 | 2011   | 青森県                             | 女子     | 愛産大三河（愛知）           | 永峰 沙織（佐世保商）         |
| 44 | 2012   | 新潟県                             | 男子     | 大垣西（岐阜）               | 大井一輝（慶應）              |
| 44 | 2012   | 新潟県                             | 女子     | 浜松商（静岡）               | 松本 彩音（吉田）             |
| 45 | 2013   | 佐賀県武雄市                       | 男子     | 愛産大三河（愛知）           | 住友雅治（星翔）              |
| 45 | 2013   | 佐賀県武雄市                       | 女子     | 甲府城西（山梨）             | 古田悠（和歌山）              |
| 46 | 2014   | 千葉県                             | 男子     | 千葉黎明（千葉）             | 駒形竜成（豊岡）              |
| 46 | 2014   | 千葉県                             | 女子     | 甲府城西（山梨）             | 小林加奈（柏陵）              |
| 47 | 2015   | 奈良県                             | 男子     | 鶴岡南（山形）               | 河田悠希（佐伯）              |
| 47 | 2015   | 奈良県                             | 女子     | 大津商（滋賀）               | 奥村佳子（東雲）              |
| 48 | 2016   | 広島県                             | 男子     | 三本木農（青森）             | 戸松大輔（愛産大三河）        |
| 48 | 2016   | 広島県                             | 女子     | 浜松商（静岡）               | 居樹佳奈江（近大附属）        |
| 49 | 2017   | 宮城県・宮城スタジアム             | 男子     | 今治東（愛媛）               | 戸松大輔（愛産大三河）        |
| 49 | 2017   | 宮城県・宮城スタジアム             | 女子     | 旭川北（北海道）             | 樽本邑里（可部）              |
| 50 | 2018   | 岐阜県・中山公園陸上競技場         | 男子     | 近大附属（大阪）             | 戸松大輔（愛産大三河）        |
| 50 | 2018   | 岐阜県・中山公園陸上競技場         | 女子     | 草津東（滋賀）               | 上原瑠果（甲南女子）          |
| 51 | 2019   | 熊本                               | 男子     | 愛産大三河                   | 高井将平                      |
| 51 | 2019   | 熊本                               | 女子     | 甲南女子                     | 渡邉麻央                      |
| 52 | 2020   | 三重                               | 大会中止 | 大会中止                     | 大会中止                      |
| 53 | 2021   | 福井                               | 男子     | 柏陵（福岡）                 | 伊藤魁晟                      |
| 53 | 2021   | 福井                               | 女子     | 大津商                       | 末松愛梨                      |
| 54 | 2022   | 香川                               | 男子     | 柏陵（福岡）                 | 斉藤史弥（大垣西）            |
| 54 | 2022   | 香川                               | 女子     | 大津商                       | 和田蒼（近大付）              |
| 55 | 2023   | 釧路                               | 男子     | 近大附属（大阪）             | 野田慶一郎（成立学園）        |
| 55 | 2023   | 釧路                               | 女子     | 近大附属（大阪）             | 和田蒼（近大付）              |
| 56 | 2024   | 長崎                               | 男子     | 愛産大三河                   | 白井航惺（近大付）            |
| 56 | 2024   | 長崎                               | 女子     | 聖マリア女学院               | 今井希海（近大付）            |
| 57 | 2025   | 岩国                               | 男子     | 近大附属（大阪）             | 蒲凜之介（愛産大三河）        |
| 57 | 2025   | 岩国                               | 女子     | 近大附属（大阪）             | 大井梨世（足立新田）          |
| 58 | 2026   | 大阪                               | 男子     |                              |                               |
| 58 | 2026   | 大阪                               | 女子     |                              |                               |